# 渡邉和紀
渡邉和紀（わたなべ かずき）は日本の財務官僚。大臣官房総合政策課長兼大臣官房経済財政政策調整官。主計局主計官（総務課（企画担当））、主計局法規課長などを歴任。

## 来歴
千葉県出身。東京大学文科二類に入学。同大学経済学部経済学科卒業。
1995年 大蔵省に入省（主税局調査課）。当時の課長は森信茂樹。ドイツの税制を調査する。1997年6月 米国留学。1999年7月 国際局国際機構課企画係長。G7やIMF（国際通貨基金）など、国際金融政策の企画立案を担当。2000年7月 国際局国際機構課通貨基金係長。
2018年7月26日 主計局主計企画官（調整担当）。2019年7月9日 主計局主計官（司法、警察、経済産業、環境担当）。2021年7月12日 主計局主計官（総務課（企画担当））。2022年7月1日 主計局法規課長。2023年7月4日 大臣官房総合政策課長兼大臣官房経済財政政策調整官。2024年7月5日 大臣官房参事官（副財務官、大臣官房、国際局担当）。

## 略歴
- 1995年4月：大蔵省に入省（主税局調査課）。
- 1997年6月：米国留学。
- 1999年7月：国際局国際機構課企画係長[3]。
- 2000年7月：国際局国際機構課通貨基金係長[4]。
- 2001年1月6日：財務省国際局国際機構課通貨基金係長。
- 2001年7月：大臣官房総合政策課長補佐（渉外政策調整）[5]。
- 2003年7月：大臣官房総合政策課長補佐（政策調整）[6]。
- 2004年：派遣職員（米州開発銀行（IADB）審議役）。
- 2007年7月：主計局主計官補佐（公共事業第四係主査）。
- 2008年7月：主計局主計官補佐（公共事業第三係主査）。
- 2009年7月：主計局主計官補佐（公共事業総括、第一、二係主査）。
- 2010年7月：大臣官房秘書課首席監察官 兼 大臣官房秘書課人事企画室長 兼 大臣官房秘書課長補佐（総括） 兼 大臣官房秘書課調整室長 兼 財務総合政策研究所総括研修調整官[7]。
- 2013年7月12日：派遣職員（国際通貨基金（IMF）審議役）。
- 2016年7月11日：大臣官房付。
- 2016年7月19日：麻生財務大臣秘書官（事務担当） 兼 内閣官房（麻生国務大臣秘書官（事務担当））。
- 2018年7月26日：主計局主計企画官（調整担当）。
- 2019年7月9日：主計局主計官（司法、警察、経済産業、環境担当）。
- 2021年7月12日：主計局主計官（総務課（企画担当））。
- 2022年7月1日：主計局法規課長。
- 2023年7月4日：大臣官房総合政策課長 兼 大臣官房経済財政政策調整官。
- 2024年7月1日：大臣官房総合政策課長 兼 大臣官房政策金融課長 兼 大臣官房経済財政政策調整官。
- 2024年7月5日：大臣官房参事官（副財務官、大臣官房、国際局担当）。